# Tryfon Tzanetis
Tryfon Tzanetis (Smirne, 1º gennaio 1918 – Atene, 8 settembre 1998) è stato un allenatore di calcio e calciatore greco, di ruolo attaccante e difensore.

## Biografia
Tzanetis è nato nel 1918 a Smirne (l'odierna Izmir ). Dopo il disastro dell'Asia Minore, la sua famiglia si trasferì ad Atene. Tzanetis ha iniziato a giocare a calcio nel 1932 a Eleftheroupoli. Nel 1933, l'AEK Atene lo scoprì e firmò una contratto con il club.

## Caratteristiche tecniche
Iniziò a giocare come attaccante, ma nel 1948, quando arrivò come nuovo allenatore dell'AEK Jack Beby, diventò un difensore centrale.

## Palmarès

### Giocatore

#### Compitezioni nazionali
- Campionato greco: 2

AEK Atene: 1938-1939, 1939-1940
- Coppa di Grecia: 2

AEK Atene: 1948-1949, 1949-1950

#### Competizioni regionali
- Campionato ateniese: 5

AEK Atene: 1939-1940, 1942-1943, 1945-1946, 1946-1947, 1949-1950

### Allenatore
- Coppa di Grecia: 1

AEK Atene: 1965-1966